# Eugène Caselli
Pour les articles homonymes, voir Caselli.
Eugène Caselli, né le 5 mai 1946 à Marseille (Bouches-du-Rhône), est un homme politique français, membre du Parti socialiste.

## Biographie

### Carrière professionnelle
Titulaire d’une maîtrise d'histoire à l’université d'Aix-en-Provence, il fait carrière dans le secteur bancaire, à la Caisse d'épargne et occupe successivement les postes de directeur central, directeur général adjoint chargé des ressources humaines et de la communication et enfin celui de membre du directoire de la Caisse d'épargne Provence-Alpes-Corse.

### Parcours politique

#### Militant socialiste
À l'âge de 36 ans, il décide de s'engager au Parti socialiste (PS), et en devient, vingt ans plus tard, membre du bureau national et premier secrétaire fédéral de la fédération des Bouches-du-Rhône.
Après avoir figuré en deuxième position sur la liste conduite par Lisette Narducci (PRG) dans le deuxième secteur de Marseille lors des élections municipales de 2008, il est élu au conseil municipal de Marseille. Il décide alors de se présenter à la présidence de la communauté urbaine Marseille Provence Métropole (MPM). Élu face à Renaud Muselier (UMP), il quitte en septembre 2010 sa fonction de premier secrétaire de la fédération PS des Bouches-du-Rhône afin de se consacrer pleinement à l'intercommunalité.

#### Président de la communauté urbaine
À ce poste, il y gère et fédère une collectivité qui comprend au total 18 communes, dont Marseille qui regroupe 1,2 million d'habitants. D'autre part, de nombreux travaux, dont la communauté urbaine MPM est l'un des acteurs, sont engagés dans la cité phocéenne, dont la récente rénovation du Vieux-Port, accompagnée de la semi-piétonnisation de celui-ci, ce qui en fait l'une des plus grandes places piétonnes d'Europe.
Il cosigne en septembre 2012 avec le Premier ministre Jean-Marc Ayrault et quelques ministres, qui se sont déplacés à Marseille pour l'occasion, un accord de gouvernance partagée afin de créer la grande métropole pour la deuxième ville de France et d'achever également certaines infrastructures telle la rocade L2, ou encore la poursuite de création ou d'amélioration de structure, comme le réseau des transports marseillais.

#### Élections municipales de 2014
Le 9 janvier 2013, il se déclare candidat à la mairie de Marseille en vue des élections municipales de 2014,. Il participe à la primaire du PS, affrontant notamment Samia Ghali, Christophe Masse, Marie-Arlette Carlotti, Henri Jibrayel et Patrick Mennucci ; il est éliminé au premier tour, au profit de Samia Ghali et Patrick Mennucci. Pour le second tour de la primaire, il apporte son soutien à ce dernier.
Pour les élections municipales de 2014, il conduit la liste du Parti socialiste dans le deuxième secteur (2e et 3e arrondissements), où il obtient 17,5 % des suffrages exprimés au premier tour et 32,6 % des voix au second tour. Il est élu au conseil municipal de Marseille, où il siège jusqu'en 2020 dans l'opposition.
Le 7 avril 2014, après la défaite du Parti socialiste aux élections municipales, il cède son siège à la communauté urbaine MPM au député Guy Teissier (UMP).